# Pavel Posád

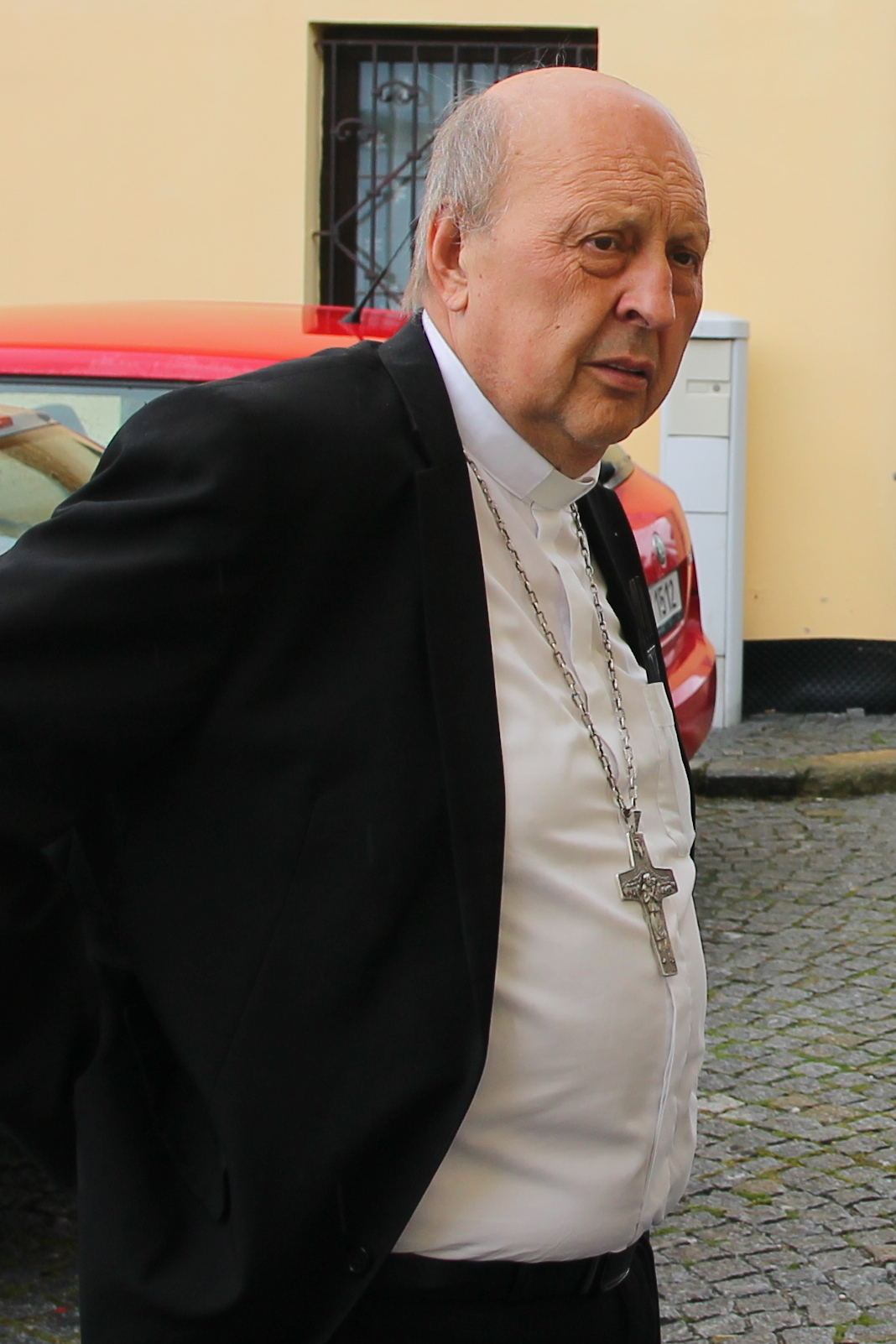
Pavel Posád

Pavel Posád (* 28. Juni 1953 in Budkov u Husince, Okres Prachatice, Tschechoslowakei) ist ein tschechischer Geistlicher. Er war von 2003 bis 2008 Bischof von Leitmeritz und ist jetzt Weihbischof in Budweis. 

## Leben
Pavel Posád besuchte das Gymnasium in Moravské Budějovice und trat 1972 in das Leitmeritzer Priesterseminar ein. 1977 wurde er durch den Olmützer Apostolischen Administrator Josef Vrana zum Priester geweiht und war anschließend an verschiedenen Orten im Bistum Brünn als Kaplan tätig. 1980 wurde er Pfarrer von Ratíškovice, jedoch schon zwei Jahre später auf Weisung der staatlichen Behörden in das Grenzgebiet in die Pfarrei Drnholec versetzt. 1989 wurde er geistlicher Leiter in Třešť.
Nach dem politischen Umbruch von 1989 wurde Pavel Posád Pfarrer von St. Thomas in Brünn und drei Jahre später Spiritual des Olmützer erzbischöflichen Priesterseminars. Daneben nahm er verschiedene Aufgaben im Bistum Brünn wahr. Am 24. Dezember 2003 ernannte ihn Papst Johannes Paul II. zum Bischof von Leitmeritz. Die Bischofsweihe spendete ihm der Prager Erzbischof Miloslav Kardinal Vlk am 28. Januar 2004.
Pavel Posád war elf Jahre lang Mitglied des Priesterrats. Als Mitglied der Tschechischen Bischofskonferenz gehört er der Kommission für den Klerus an.
Schon am 6. November 2004 wurde wegen anhaltender gesundheitlicher Probleme der Bischof von Königgrätz, Dominik Duka, zum Apostolischen Administrator der Diözese bestellt. Am 26. Januar 2008 ernannte Papst Benedikt XVI. Pavel Posád zum Titularbischof von Poetovium und zum Weihbischof in Budweis.

Wappen Pavel Posád, Bischof von Leitmeritz (2003–2008)
Wappen Pavel Posád, Weihbischof in Budweis (seit 2008)